# Protaetia elegans
Espèce
Synonymes
- Calopotosia elegans Kometami, 1938
- Protaetia (Calopotosia) elegans Kometami, 1938
- Potosia elegans Kometami, 1938

Protaetia elegans est une espèce d'insectes coléoptères de la super-famille des scarabées, de la famille des Scarabaeidae, de la sous-famille des Cetoniinae. Elle est trouvée à Taïwan.
Wikispecies place l'espèce dans le sous-genre Calopotosia, tandis que BioLib la place dans le sous-genre Chrysoliocola.